# Vivo! Hostivař
Obchodní centrum VIVO! Hostivař (dříve Park Hostivař) je obchodní a zábavní centrum v Praze 10-Hostivaři na adrese Švehlova 1391/32. Stávajícím vlastníkem objektu je rakouská společnost Immofinanz.

## Historie

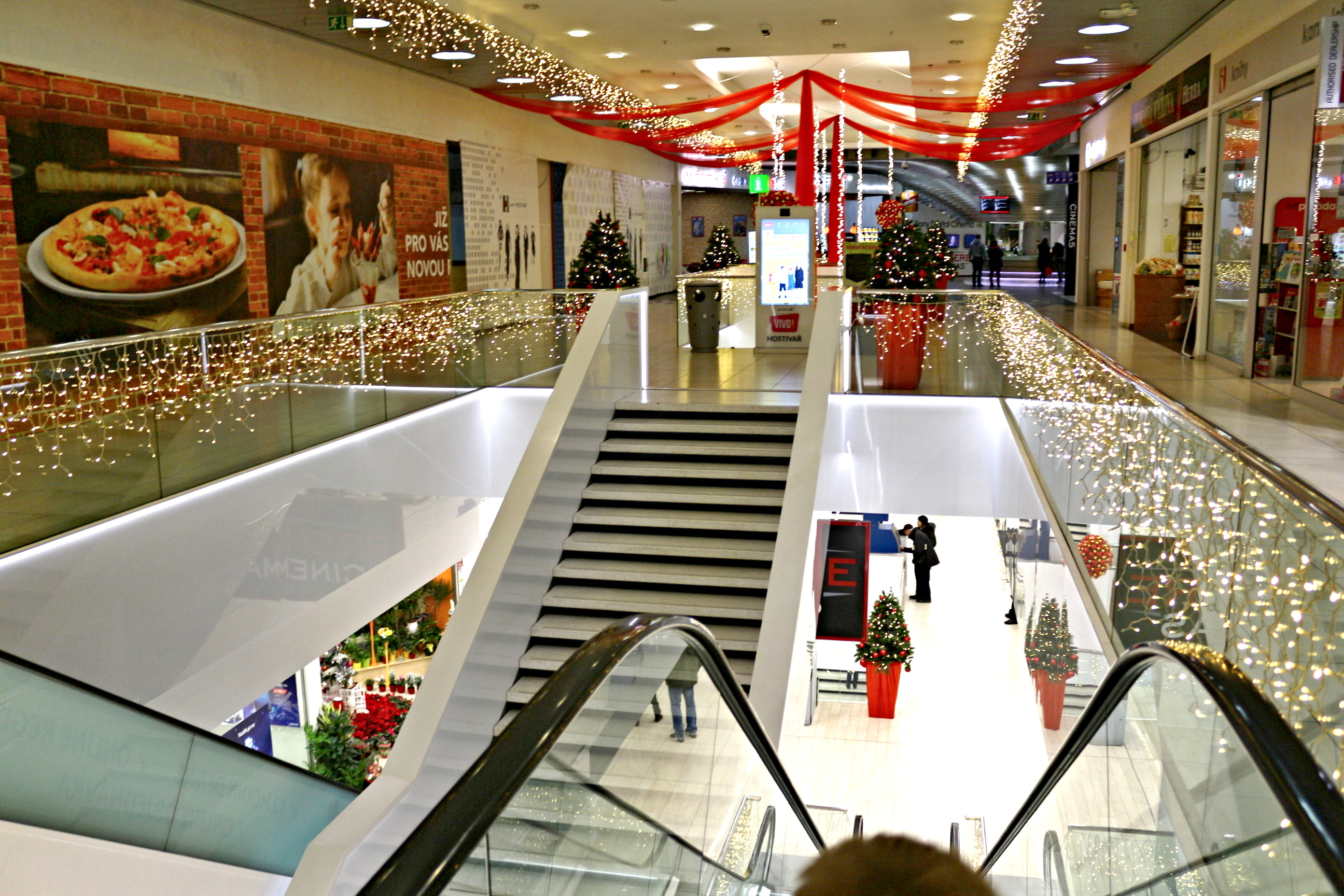
Vánoční výzdoba interiéru, 2017

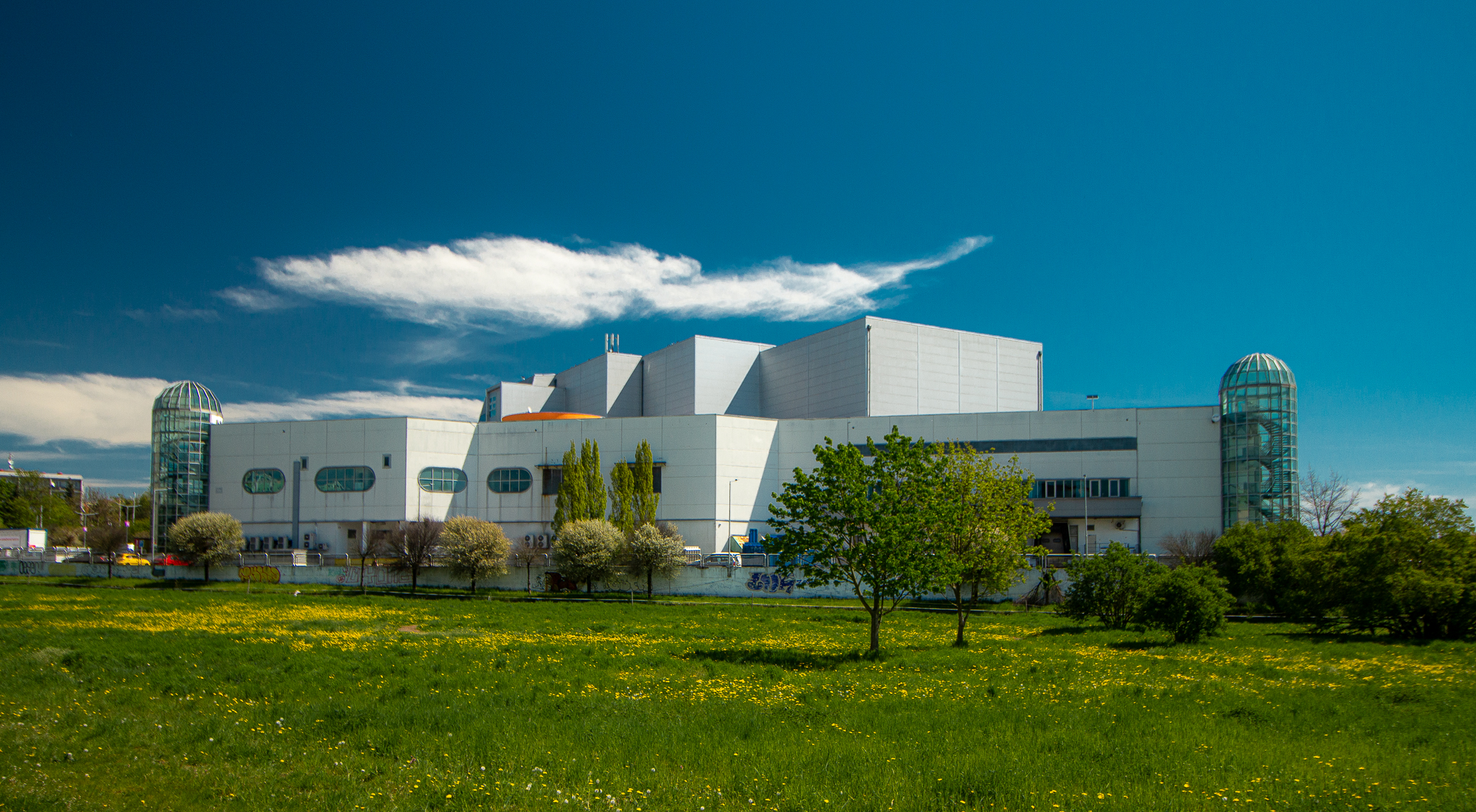
Vivo! Hostivař od západu

Toto nákupní centrum bylo postaveno v letech 1998 až 2000 investorem Plan & Bau s.r.o. za 600 milionů korun. Autorem architektonického návrhu bylo studio GAMA, architekti Karel Prager, Zdeněk Janeček a Zbyšek Stýblo. V době postavení se jednalo teprve o druhé obchodní centrum svého druhu v zemi. Celková rekonstrukce proběhla v roce 2015.
Původně bylo centrum známé pod označením SOAS (Středisko obchodu a služeb), později Park Hostivař, V roce 2017 došlo k přejmenování na značku „VIVO! Hostivař“ kvůli sjednocení názvů obchodních center majitele tohoto komplexu, rakouské firmy Immofinanz.

## Popis
V komplexu s 22 532 metry čtverečními se nachází kolem 60 obchodů, včetně pobočky České pošty a několika bank a dalších služeb. V nejvyšším patře centra je kino řetězce Premiere Cinemas (původně Star Century) s 8 sály. Dále jsou zde 4 restaurační a občerstvovací zařízení. K dispozici je kolem 800 míst k parkování v krytých i nekrytých garážích.